# 0-5-0

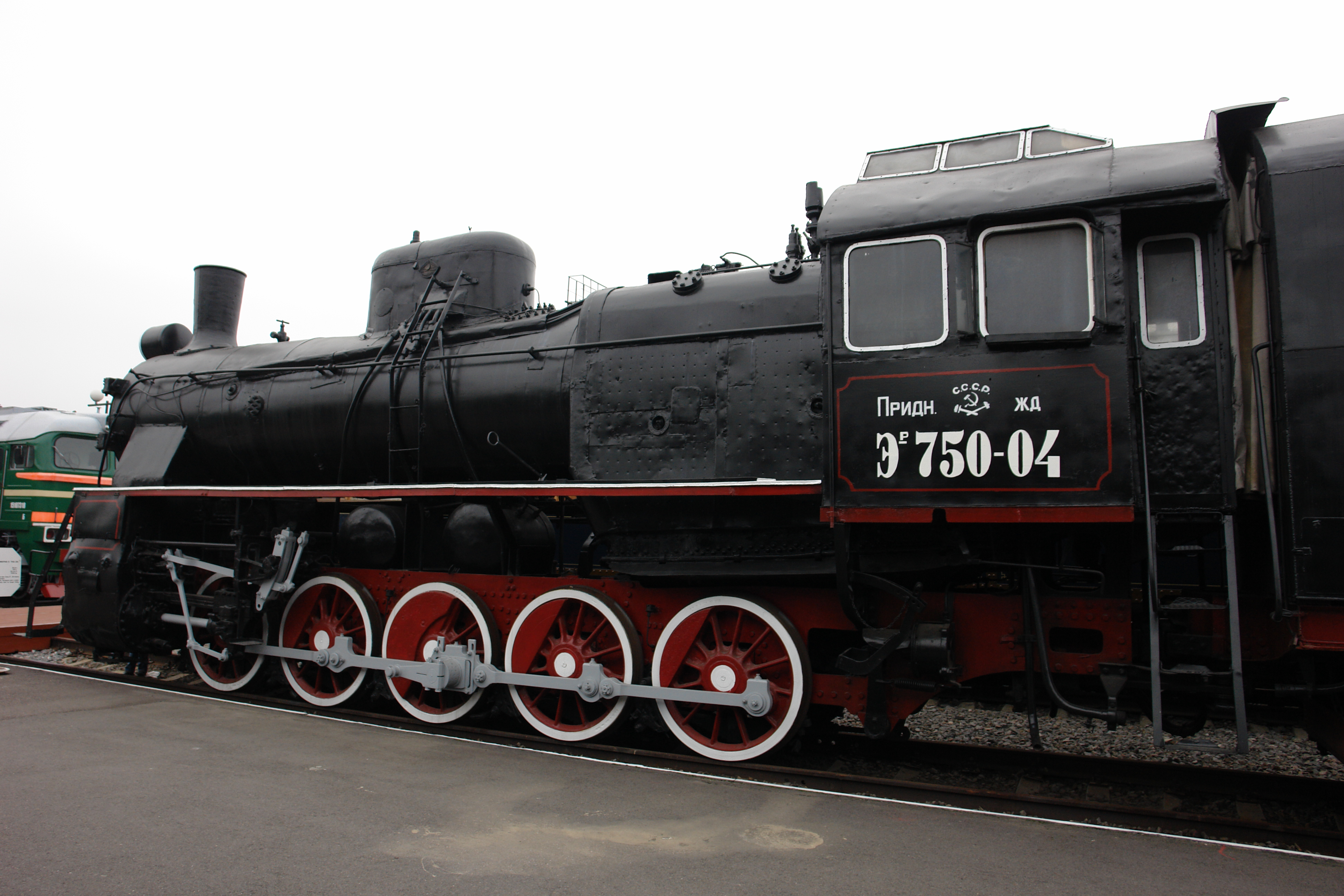
Паровоз серии Э^{р} типа 0-5-0

Тип 0-5-0 — паровоз с пятью движущими осями в одной жёсткой раме, не имеющий бегунковых и поддерживающих осей. Впервые на железных дорогах России паровозы такого типа (серия Э) появились в 1912 году (паровозы типа 1-5-0 — в 1895 году).
Методы записи для разных классификаций:
- Международная (UIC): E
- Американская: 0-10-0
- Испанская и французская: 050
- Российская: 0-5-0
- Швейцарская: 5/5

## Примеры паровозов
Русские грузовые паровозы серии Э, трофейные немецкие танк-паровозы 94-й серии.